# Cazadores de Fake News
Cazadores de Fake News es una comunidad abierta y un sitio web venezolano dedicado a la verificación de hechos sobre Venezuela, difundidos por venezolanos o que afectan a los mismos. La plataforma forma parte de la coalición de verificación de hechos venezolana C-Informa.

## Objetivo
Cazadores de Fake News es una comunidad abierta de activistas y voluntarios venezolanos enfocada en la detección, discusión y análisis de potenciales bulos y operaciones de desinformación generadas en Venezuela, por venezolanos o que afectan a venezolanos. La actividad se basa en el crowdsourcing y en el análisis inteligencia de fuentes abiertas, contando con las consultas y verificaciones de integrantes, y la plataforma cuenta con un Consejo Editorial. Su director actualmente es Adrián González.

## Historia
La plataforma lanzó su sitio web oficial el 26 de agosto de 2019.
Durante las protestas en Cuba de 2021, Cazadores de Fake News analizó la tendencia del hashtag #SOSCuba, afirmando que aunque participaron cuentas anómalas, incluyendo bots, redes de bots y cyborgs, y que hubo generación de spam, la tendencia fue promovida de forma natural, comenzando por cubanos en la isla que desde el 11 de julio fueron apoyados por usuarios de varios países de América y Europa. Tras la publicación del informe, el gobierno cubano bloqueó Cazadores de Fake News en el país.
En 2023, la coalición C-Informa fue galardonada con el Premio a la Excelencia Periodística 2023 por la Sociedad Interamericana de Prensa en la categoría Periodismo de Datos por el trabajo “Al descubierto: La Fábrica de Desinformación en Venezuela pone en peligro la democracia en Venezuela”, realizado por Cazadores de Fake News junto con los medios Efecto Cocuyo, El Estímulo, Probox y Medianálisis.
En septiembre de 2023, el portal web de Cazadores fue sujeto a ataques DDoS en al menos dos oportunidades la misma semana poco después de la publicación de desmentidos.
El 4 de julio de 2024, el portal de monitoreo VESinFiltro reportó y denunció el bloqueo de la página web de Cazadores en Venezuela por parte de la operadora estatal Cantv y las privadas Movistar, Digitel e Inter.